# Tawfiq Zayyad
Tawfiq Zayyad (àrab: توفيق زيّاد, Tawfīq Zayyād) (Natzaret, 1929 - Vall del Jordà, 5 de juliol del 1994) fou un escriptor i poeta palestí.
De jove va afiliar-se al partit comunista i des del 1948 va lluitar políticament i literàriament a favor dels drets dels palestins. Va estudiar literatura a l'URSS. Com a cap del Partit Comunista de Palestina, va ser membre de la Knesset -el Parlament d'Israel- i alcalde de Natzaret des de 1973. Va morir el 5 de juliol de 1994 en un accident de cotxe.
Al llarg de la seva vida, Tawfiq Zayyad va pressionar molt activament el govern israelià per canviar les seves polítiques cap als àrabs, tant dels que estaven dins d'Israel com els que estaven en els territoris palestins ocupats. Va ser coautor d'un informe sobre les condicions a les presons israelianes i l'ús de la tortura contra els presos palestins, el qual va ser publicat al diari israelià Al HaMishmar. Aquest informe va ser presentat a les Nacions Unides per Tawfik Toubi i el mateix Zayyad després de la seva visita a la presó d'Al-Far'ah. Posteriorment, va ser citat en un informe de l'Assemblea General de Nacions Unides del 23 de desembre de 1987, on va ser descrit com "potser la millor prova de la veracitat dels informes que descriuen les repugnants condicions inhumanes patides pels presoners àrabs".
Zayyad va gaudir d'una gran popularitat i el 1976 va liderar «el dia de la terra» (dia de la Intifada Nacional el 30 de març de 1976, a partir d'una vaga general i manifestacions populars arreu de la Palestina ocupada) malgrat l'oposició dels comitès locals.
Literàriament, destaca per la seva poesia directa i representa un dels màxims exponents de l'obra lírica de la resistència palestina. Rotund, poc ortodox, poderós, el seu és un estil contundent i punyent, dirigit sempre a l'interlocutor corresponent: el seu poble, a qui arrossega i sacseja, perseguint el noble i irrenunciable objectiu de la llibertat i la justícia.